# João Domingos Pinto
João Domingos da Silva Pinto, mer känd som João Pinto, född 21 november 1961, är en portugisisk fotbollstränare och före detta spelare. Han spelade i Porto under 16 år och vann 25 stora titlar, bland annat nio ligatitlar och Europacupen 1987. För Portugals landslag så deltog han i ett VM-slutspel och ett EM-slutspel.

## Spelarkarriär
João Pinto kom till Porto 1976 och gjorde debut för klubben 1981. Efter att Fernando Gomes bröt benet inför finalen av Europacupen 1986/87, blev han vald till lagkapten när Porto besegrade Bayern München med 2-1. Pinto slutade med fotbollen efter säsongen 1996/97, efter att ha vunnit ligan tre år i rad.
Pinto spelade totalt 70 landskamper för Portugal, varav 42 matcher som lagkapten. Han var med och spelade både EM 1984 och VM 1986.

## Tränarkarriär
João Pinto startade sin tränarkarriär i SC Covilhã, innan han 2013 flyttade till GD Chaves.

## Meriter
Porto
- Primeira Liga: 1985, 1986, 1988, 1990, 1992, 1993, 1995, 1996, 1997
- Portugisiska cupen: 1984, 1988, 1991, 1994
- Portugisiska supercupen: 1982, 1984, 1985, 1987, 1991, 1992, 1994, 1995, 1997
- Europacupen: 1987
- Uefa Super Cup: 1987
- Interkontinentala cupen: 1987